# آتوق واچانان
آتوق واچانان (به اسپانیایی: Atuq Wachanan) یک کوه در پرو است که در منطقه اوانوکو واقع شده‌است. آتوق واچانان ۴٬۴۳۸ متر بالاتر از سطح دریا واقع شده‌است.